# Chlorophytum capense
Chlorophytum capense là một loài thực vật có hoa trong họ Măng tây. Loài này được (L.) Voss mô tả khoa học đầu tiên năm 1895.

## Hình ảnh

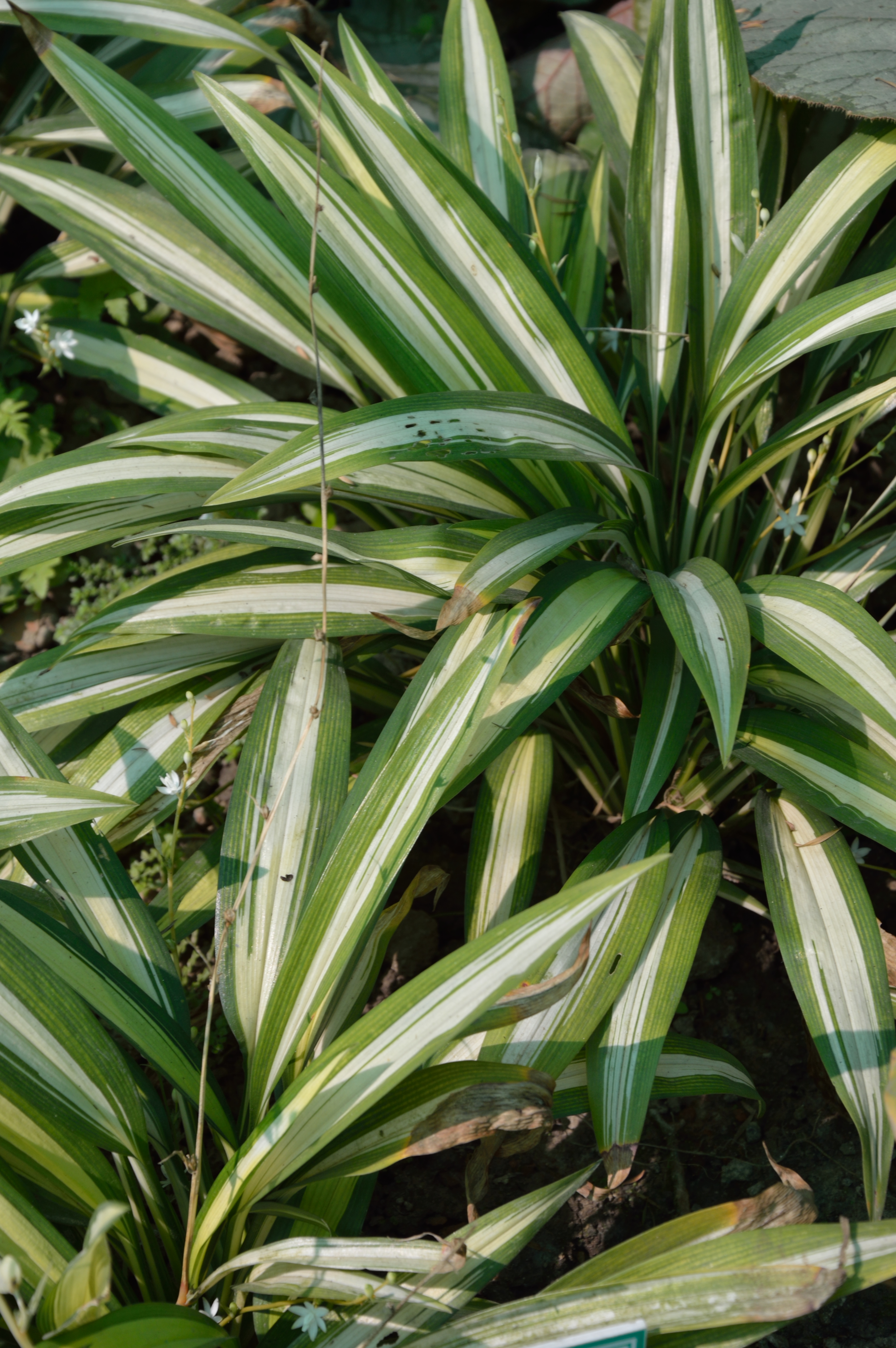
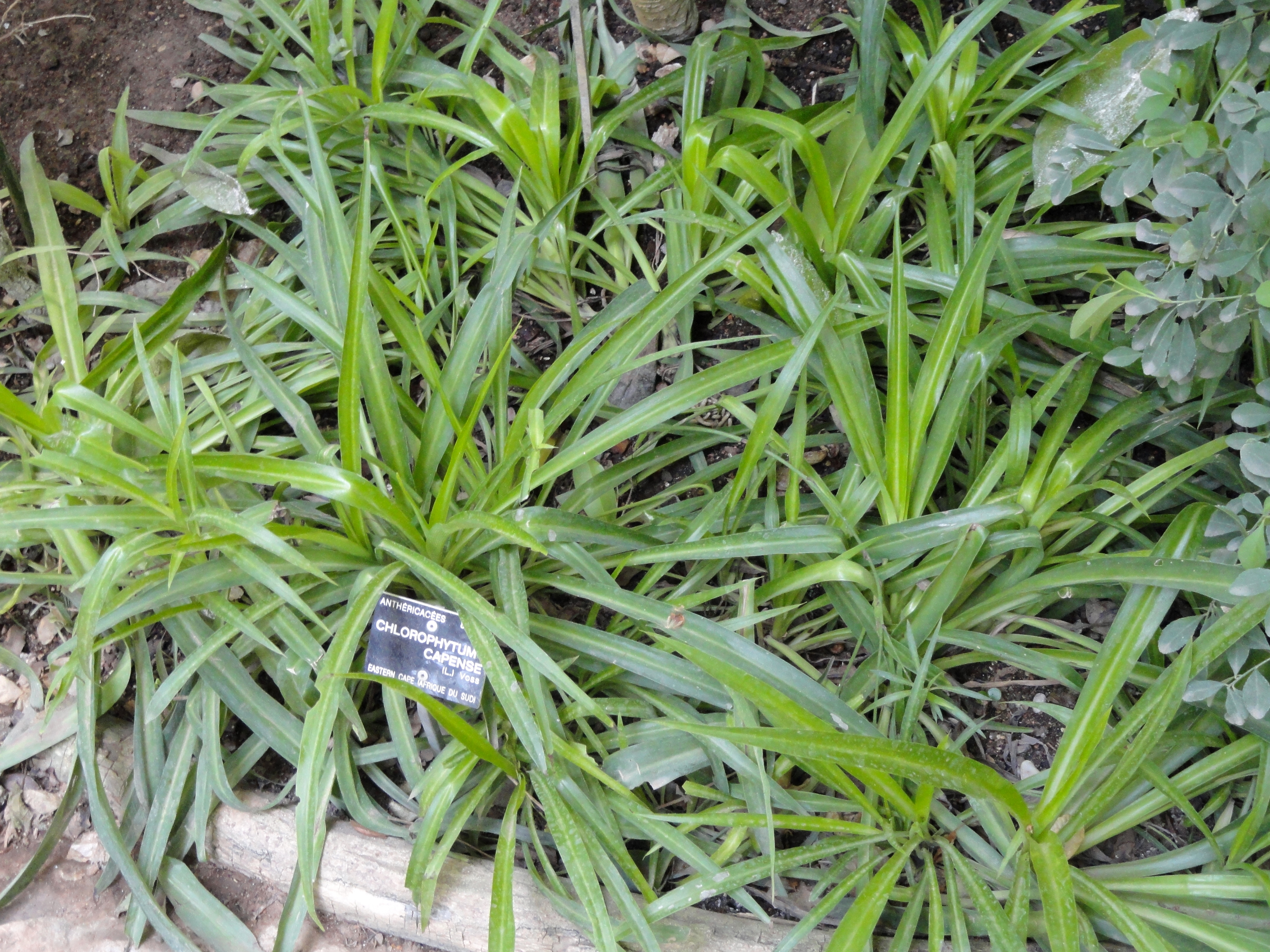